# ثنائي الوظائف
في الكيمياء العضوية، عندما يكون للجزيء العضوي واحد مجموعتين وظيفيتين مختلفتين، يطلق عليه جزيء ثنائي الوظائف. جزيء ثنائي الوظائف له خصائص نوعين مختلفين من المجموعات الوظيفية، مثل الكحول (-OH)، أميد (CONH2)، ألدهيد (-CHO)، نيتريل (-CN) أو حمض كربوكسيلي (-COOH). وتستخدم العديد من الجزيئات ثنائية الوظائف لإنتاج الأدوية والعوامل الحفازة، في حين تستخدم أخرى في التكثيف البلمرة مثل البوليستر ومتعدد الأميد. في الجزيئات العضوية، المجموعات الوظيفية هي ذرات أو جزيئات مسؤولة عن الخصائص المميزة لذلك الجزيء، مع استثناءات الروابط المزدوجة والثلاثية، والتي هي أيضا مجموعات وظيفية.